# ChEBI
Hemijski entitet sa biološkim značajem (ChEBI) je baza podataka i ontologija molekulskih entiteta za fokusom na 'mala' hemijska jedinjenja. Ta jedinjenja su bilo prirodni ili sintetički proizvodi koji se koriste za pravljenje promena u procesima živih organizama. Molekuli koji su direktno kodirani genomom, kao što su nukleinske kiseline, proteini i peptidi izvedeni iz proteina proteolitičkim razlaganjem, se po pravilu ne unose u ChEBI.

## Literatura
1. 1 2  De Matos, P.; Alcantara, R.; Dekker, A.; Ennis, M.; Hastings, J.; Haug, K.; Spiteri, I.; Turner, S.; Steinbeck, C. (2009). „Chemical Entities of Biological Interest: An update”. Nucleic Acids Research. 38 (Database issue): D249—54. PMC 2808869 . PMID 19854951. doi:10.1093/nar/gkp886.
2. ↑  Degtyarenko K.; De Matos P.; Ennis M.; Hastings J.; Zbinden M.; McNaught A.; Alcantara  R.; Darsow M.; Guedj M. (2007). „ChEBI: A database and ontology for chemical entities of biological interest”. Nucleic Acids Research. 36 (Database issue): D344—50. PMC 2238832 . PMID 17932057. doi:10.1093/nar/gkm791.
3. ↑  IUPAC. „molecular entity”. Kompendijum hemijske terminologije (Internet izdanje).